# Baqtijar Qoschatajew
Baqtijar Ghabituly Qoschatajew (kasachisch Бақтияр Ғабитұлы Қожатаев, russisch Бахтияр Габитович Кожатаев Bachtijar Gabitowitsch Koschatajew, englisch Bakhtiyar Kozhatayev; * 28. März 1992 in Petropawl) ist ein ehemaliger kasachischer Radrennfahrer.

## Karriere
Qoschatajew gewann 2012 die Bergwertung der Heydar Aliyev Anniversary Tour, die er als Dritter der Gesamtwertung abschloss und wurde ebenfalls Dritter der Tour de Azerbaijan. Hierauf erhielt er einen Vertrag für das Continental Team Astana, dem Farmteam des UCI WorldTeams Astana. In seiner Zeit beim Continental Team gewann er 2013 die Bergwertung des Triptyque des Monts et Châteaux und wurde wiederum Dritter der Tour de Azerbaijan. Als Nationalfahrer belegte er 2014 in der Gesamtwertung des UCI-Nations’-Cup-U23-Rennens Tour de l’Avenir den vierten Rang.
Nachdem Qoschatajew zum Saisonende 2014 als Stagiaire beim WorldTeam fuhr, erhielt er dort ab der Saison 2015 einen regulären Vertrag. Er wurde Gesamtsiebter der Tour of Hainan 2017, einem Etappenrennen hors categorie. Mit dem Giro d’Italia 2016 bestritt er seine erste Grand Tour und beendete das Rennen als 65. Bei den Asiatischen Radsportmeisterschaften 2017 siegte er mit dem kasachischen Nationalteam im Mannschaftszeitfahren. Ein zählbarer Erfolg blieb ihm während seiner Zeit als Radprofi verwehrt.
Aufgrund von Herzproblemen erhielt er von seinem Team keinen neuen Vertrag für die Saison 2019 und beendete nach der Saison 2018 im Alter von 26 Jahren seine Karriere als Radrennfahrer.

## Erfolge
2012
- Bergwertung Heydar Aliyev Anniversary Tour

2013
- Bergwertung Le Triptyque des Monts et Châteaux

2015
- Mannschaftszeitfahren Vuelta a Burgos

2016
- Mannschaftszeitfahren Giro del Trentino

2017
- Asienmeister – Mannschaftszeitfahren

## Grand Tours-Platzierungen
| Grand Tour            | 2016 | 2017 |
| --------------------- | ---- | ---- |
| Giro d’ItaliaGiro     | 65   | –    |
| Tour de FranceTour    | –    | 93   |
| Vuelta a EspañaVuelta | –    | –    |